# اورزولا فون در لاین
اورزولا گرترود فُن دِر لایِن (زادهٔ ۸ اکتبر ۱۹۵۸، به آلمانی: Ursula von der Leyen; تلفظ آلمانی: [ˈʊʁzula fɔn de:ɐ̯ ˈlaɪən] ()) رئیس کمیسیون اروپا و سیاست‌مدار آلمانی از حزب محافظه‌کار اتحادیه دموکرات مسیحی آلمان و نخستین زنی است که در تاریخ آلمان این سمت را بر عهده داشته است.
او که حرفه‌اش پزشکی و اقتصاد است، پیشتر در کابینهٔ دوم آنگلا مرکل، وزیر کار و امور اجتماعی و در کابینهٔ نخست مرکل، وزیر فدرال امور خانواده، سالمندان، زنان و جوانان بوده است.
فن در لاین در ژوئیه ۲۰۱۹ از سوی شورای اروپا به عنوان نامزد ریاست کمیسیون اروپا به پارلمان اروپا برای کسب رای اعتماد معرفی شد. او در ۱۶ ژوئیه ۲۰۱۹ با کسب نزدیک به اکثریت مطلق آراء نمایندگان پارلمان اروپا به ریاست کمیسیون اروپا انتخاب شد. وی در سال ۲۰۲۳ با ۴۰۱ رای مثبت، ۲۸۴ رای منفی و ۱۵ رای ممتنع برای ۴ سال دیگر به عنوان ریاست کمیسیون اروپا انتخاب شد.

## زندگی شخصی
اورزولا فون در لاین با هایکو فون در لاین، که استاد پزشکی و مدیرعامل یک شرکت تجاری توسعه (مهندسی پزشکی) است ازدواج کرده است. هایکو عضو خانوادهٔ فن در لاین است که به صنعتگری در زمینه ابریشم شناخته می‌شوند. خانواده هر دو آنها از اشراف‌زاده پادشاهی ساکسونی هستند.
اورزولا و هایکو هفت فرزند دارند، داوید (۱۹۸۷)، زُفی (۱۹۸۹)، ماریا دُناتا (۱۹۹۲)، دوقلوهای ویکتوریا و یُهانا (۱۹۹۴)، اگمُنت (۱۹۹۸) و گراسیا (۱۹۹۹). این خانواده در یکی از کاخ‌های اجدادی خانواده فن در لاین زندگی می‌کنند.
اورزولا فون در لاین در بلژیک با یادگیری چند زبان بزرگ شد و انگلیسی و فرانسوی را همچون آلمانی، زبان مادری خود صحبت می‌کند.

## تحصیلات
اورزولا فن در لاین تحصیلات خود را در زمینهٔ اقتصاد در دانشگاه‌های گوتینگن، دانشگاه مونستر و مدرسه اقتصاد لندن به پایان رساند. در ۱۹۸۰ (میلادی) رشته پزشکی را آغاز کرد و در ۱۹۸۷ (میلادی) از مدرسه پزشکی هانوفر فارغ‌التحصیل شد.
اورزولا فن در لاین از ۱۹۸۸ (میلادی) تا ۱۹۹۲ (میلادی) دستیار پزشکی در مدرسهٔ پزشکی دانشگاه هانوفر بود. او در هنگام تحصیلات تکمیلی در ۱۹۹۱ (میلادی) مدرک تخصص پزشکی دریافت کرد. او از ۱۹۹۲ تا ۱۹۹۶، که شوهرش عضو هیئت علمی دانشگاه استنفورد بود، خانه‌دار بود.
اورزولا فن در لاین در ۲۰۰۱ کارشناسی ارشد بهداشت عمومی را دریافت کرد.

### پایان نامه دکترا و مشکلا ت آن
با بررسی پایان نامه او مشخص شد که فن در لاین در پایان‌نامه دکترای خود مرتکب نقل بدون ذکر منبع و غلط‌های محتوایی شده است. این مسئله به بررسی رسمی دولتی کشید اما اعلام شد که مدرک دکترای او لغو نمی‌شود زیرا این اشکالات بیش از بیست درصد از پایان‌نامه او را در بر نمی‌گیرند. این حکم نیز در میان جامعه دانشگاهی آلمان زیر سؤال رفت. شماری از دانشگاهیان آلمانی معتقد بودند که با چنین پایان‌نامه ای، خانم لاین صلاحیت کار پزشکی را ندارد.

## سیاست

### آغاز به کار
اورزولا فن در لاین در سال ۲۰۰۳ (میلادی) با تکیه بر پیشینه خانوادگی خود، کار پزشکی را ترک کرد و پا به جهان سیاست گذاشت، با انتخاب آنگلا مرکل به صدراعظمی آلمان وارد کابینه دولت شد. او سیاستمدار محبوبی نیست. تا جاییکه نظرسنجی ژوئن ۲۰۱۹ مجله اشپیگل، او دومین سیاستمدار نامحبوب آلمان نشان می‌دهد.

### وزارت خانواده
تغییراتی که اورزولا فن در لاین در هنگام وزارت خانواده در قوانین حمایت از خانواده و یارانه‌ها داد باعث شد سوسیالیست‌ها او را به تغییر به نفع ثروتمندان و به زیان تنگدستان، و محافظه‌کاران او را به تلاش برای تغییر الگوی سنتی خانواده متهم کنند.
همچنین او تلاش کرد لایحه‌ای را برای محدودیت دسترسی به وبگاه‌های «غیراخلاقی» به تصویب برساند. اما از دید رسانه‌های آلمان این لایحه، ناکارآمد و به سود مجرمان اینترنتی و به زیان آزادی بیان بود. این اعتراض‌ها تا جایی پیش رفت که رئیس‌جمهور آلمان حاضر به امضای این مصوبه نشد.

### وزارت دفاع
با اینکه آنگلا مرکل کوشید او را به مقام رئیس‌جمهور آلمان برساند در اینکار موفق نشد. اما به جای آن، اورزولا فن در لاین به مقام نخستین وزیر دفاع زن آلمان رسید. او کارنامه موفقی برای اداره این وزارت نداشت. از ایرادهای وارده به کار او رسوایی‌های مالی و ازکارافتادگی جنگ‌افزارهای آلمان هستند.

### عربستان و اسرائیل
در اوج جنگ داخلی یمن و دخالت عربستان سعودی در آن، اورزولا فن در لاین قراردهای کلان فروش جنگ‌افزار با آن کشور امضا کرد. او همچنین به اسرائیل زیردریایی فروخته و از این کشور پهپاد خرید. در دوره وزارت دفاع اورزولا فن در لاین، رابطه نظامی آلمان و اسرائیل چنان نزدیک شد که بنیامین نتانیاهو او را «دوست اسرائیل» نامید.

### ابتکار دروازه جهانی
ابتکار دروازه جهانی استراتژی اتحادیه اروپا برای سرمایه گذاری در پروژه های زیرساختی در سراسر جهان است.  این پروژه به ابتکار کمیسیون اتحادیه اروپا به رهبری اورسولا فون در لاین آغاز شد. در دوره ۲۰۲۱-۲۰۲۷، اتحادیه اروپا ۳۰۰ میلیارد یورو در طرح های مربوط به پروژه سرمایه گذاری خواهد کرد.  سرمایه گذاری در کشور های آفریقایی اولویت اول خارجی این پروژه است و نیمی از بودجه به پروژه های این قاره اختصاص داده می شود. هدف بخش آفریقای پروژه، رشد توسعه سبز، انتقال تکنولوژی، رشد اقتصادی پایدار، مراقبت های بهداشتی و بهبود آموزش در آفریقا است. 
این ابتکار به عنوان جایگزین یا رقیب ابتکار کمربند و جاده چین در نظر گرفته می شود. 